# FLATZ Museum
Das FLATZ Museum - Zentrum für Photographie ist ein Museum für Photographie und zeitgenössische Kunst in Dornbirn, Vorarlberg (Österreich).
Das Museum geht auf eine Schenkung von zwei Werkgruppen an die Stadt Dornbirn durch den Aktionskünstler Wolfgang Flatz, als FLATZ bekannt, zurück, welcher 1952 in Dornbirn geboren wurde. Die Eröffnung fand im Jahr 2009 durch den ehemaligen Direktor der "documenta IX" Jan Hoet statt.
Das Museum zeigt wechselnde Ausstellungen, welche von internationalen und nationalen Gastkuratoren konzipiert werden. Bis 2024 umfasste die Sammlung zentrale Werke von FLATZ aus den Jahren 1975 bis 1999 und wurde durch private Leihgaben ergänzt. Bereits seit 2013 werden Photographie-Ausstellungen von unterschiedlichen Photo-Künstlerinnen und Photo-Künstlern gezeigt. Im Laufe des Jahres 2024 wurde das FLATZ Museum zu einem Zentrum für Photographie weiterentwickelt.
Ein zentraler Sichtfang ist auch die im Eingangsbereich platzierte "FLATZ-Bar".

## Sonderausstellungen
Quelle:
- 2010/11: Radikale Gesten
- 2012: Roland Fischer / Wolfgang Flatz: "Mönche und Nonnen - Unknown Heroes"
- 2013: Weegee: "How to photograph a corpse"
- 2014: Wolfgang FLATZ: "Unter die Haut. Der Körper als Bildträger"
- 2014: Nobuyoshi Araki: "Fotoarbeiten"
- 2014/15: Marilyn Manson: "Autopsie: Arbeiten auf dünnem Papier"
- 2015: Jan Švankmajer: "The Universe of JAN ŠVANKMAJER"
- 2015: David Lynch: "Transient. Fotografien"
- 2016: Eduard Stranadko "Shining" – Photographien aus Tschernobyl
- 2016: Boris Mikhailov: "STRUCTURES OF MADNESS, OR WHY SHEPHERDS LIVING IN THE MOUNTAINS GO CRAZY"
- 2017: Elfie Semotan: "Stillleben"
- 2017: Martin Parr: "Cakes Balls"
- 2018: Gisèle Freund: "Frida Kahlo & Diego Rivera"
- 2018: „Die Kamera ist grausam“ – Meisterwerke von Lisette Model, Diane Arbus, Nan Goldin
- 2019: FLATZ "FACES"[7]
- 2019: Gerald Matt und Jelitzka: "Panorama"
- 2019: Spencer Tunick: "Nudes"
- 2020: Helmut Newton & Ralph Gibson: "Friends"
- 2021: Hanna Putz "Everything else is a lie"
- 2021: Anna & Maria Ritsch "TOGETHER APART"
- 2021: Marsha Burns, Ellen Carey, Helen Chadwick, Sandi Fellman, Barbara Kasten, Ann Lovett, Sally Mann, Bea Nettles, Barbara Norfleet, Vicki Lee Ragan, Linda Robbennolt, Linda Troeller und Melanie Walker "Lady Polaroid"
- 2022: F.C. Gundlach "Mensch und Form"
- 2022: Irving Penn "Black and White"
- 2022: FLATZ "Künstler Jäger 1977 - 1981"
- 2023: Andrej Tarkowski "The Mirror of Memories"
- 2023: Ute Mahler, Sibylle Bergemann, Evelyn Richter & Gundula Schulze Eldowy "Café Sibylle | Mode und Alltag in der DDR"
- 2024: Rafaela Pröll "Love and Date"
- 2024: Marina Abramović, Gina Pane, Günter Brus, VALIE EXPORT und Jürgen Klauke "No limits | Körper, Performance und Photographie"
- 2024: FLATZ "Schuldig - Nicht Schuldig"
- 2024: Christian Anwander "American Stories"
- 2025: Inge Morath "Ich traue meinen Augen"